# Massimo Sinató
Massimo Sinató, né le 2 décembre 1980 à Mannheim, est un danseur, chorégraphe, directeur artistique et animateur allemand.

## Biographie
Massimo Sinató, dont le père est italien et la mère allemande, danse depuis 1991 et participe à des tournois amateurs depuis 1992. Il a étudié l'anglais et l'histoire à Mannheim. Tatjana Kuschill était sa partenaire de danse depuis 2007. En 2008, il était 2ème au classement allemand. En août 2010, le couple est devenu professionnel. Il est polyglotte et maîtrise six langues (l'allemand, l'anglais, l'italien, le français, le portugais et l'espagnol ).

## Carrière professionnelle
Massimo Sinató est devenu champion de Belgique en 2001. De 2006 à 2010, il a été, avec Tatjana Kuschill, champion de Bavière S-Latin et finaliste DM multiple. En 2009, le couple a remporté le tournoi de classement mondial de l'IDSF en Espagne.
Massimo Sinató participe à l'émission Let's Dance sur RTL depuis 2010. Au cours de la 3e saison, il a dansé avec l'actrice allemande Sophia Thomalla et a remporté la compétition en première place. L'année suivante, il est positionné en quatrième place avec la mannequin ukraino-allemande Liliana Matthäus (de). Au cours la cinquième saison, il est positionné en deuxième place avec la mannequin allemande Rebecca Mir. Au cours de la sixième saison, il est positionné cinquième place avec l'actrice allemande Manuela Wisbeck. Au cours de la septième saison, il est positionné en quatrième place avec la mannequin autrichienne Larissa Marolt. En 2015, il est positionné en deuxième place avec l'actrice allemande Minh-Khai Phan-Thi. Au cours de la neuvième saison, il est positionné troisième place avec l'actrice allemande Jana Pallaske. À la dixième saison, il est positionné en troisième place avec la mannequin allemande  Angelina Kirsch (de). À la onzième saison, il est positionné en quatrième place avec l'actrice allemande Julia Dietze.  Lors du défi professionnel de la même année, il est positionné en première place avec le danseuse russe Ekaterina Leonova. En 2020, il est positionné en première place avec l'artiste autrichienne Lili Paul-Roncalli. Il annonce qu'il ne dansera pas dans les prochaines saisons de l'émission Let's Dance pour s'occuper pleinement de son futur enfant, Il déclare : Je vais être père pour la première fois cette année et je veux profiter de chaque instant pour soutenir ma femme dans cette nouvelle phase de la vie et me concentrer pleinement sur le temps à venir en tant que futur père,.
Aperçu de ses participations à Let's Dance :
| Saison                  | Partenaire            | Place |
| ----------------------- | --------------------- | ----- |
| 3                       | Sophia Thomalla       | 1.    |
| 4                       | Liliana Matthäus (de) | 4.    |
| 5                       | Rebecca Mir           | 2.    |
| 6                       | Manuela Wisbeck       | 5.    |
| Spécial Noël 2013       | Sophia Thomalla       | 2.    |
| 7                       | Larissa Marolt        | 4.    |
| 8                       | Minh-Khai Phan-Thi    | 2.    |
| 9                       | Jana Pallaske         | 3.    |
| 10                      | Angelina Kirsch (de)  | 3.    |
| 11                      | Julia Dietze          | 4.    |
| 12                      | Barbara Becker        | 6.    |
| Défi professionnel 2019 | Ekaterina Leonova     | 1.    |
| 13                      | Lili Paul-Roncalli    | 1.    |

## Autres activités
Massimo Sinató est directeur artistique dans le secteur de la mode. En 2019, il est envoyé à Hawaï, aux États-Unis aux côtés du danseur allemand Christian Polanc, pour apprendre une danse traditionnelle, le Hula, dans l'émission Llambis Tanzduell (de), du danseur allemand Joachim Llambi,. En 2020, il repart en voyage en Norvège aux côtés du danseur allemand Christian Polanc, pour apprendre une danse traditionnelle, le Halling dans la même émission. 
En 2020, il participe en tant que juge invité dans l’émission allemande Germany's Next Topmodel aux côtés de son épouse, le mannequin allemand Rebecca Mir et du mannequin germano-américain Heidi Klum.

## Vie privée
Il a été en couple avec la danseuse kazakhstanaise Tatjana Kuschill, le couple se marie en juin 2011 après avoir ouvert un studio de danse à Königsbrunn près d'Augsbourg. Ils se séparent en août 2012. Massimo est marié avec la mannequin et animatrice de télévision allemande, d'origine afghane Rebecca Mir de 11 ans sa cadette, le couple s'est marié le 27 juin 2015 en Sicile. Le couple attendent leur premier enfant,. Le 16 avril 2021, il devient père d'un petit garçon.

## Animation
- 2015 : Grill den Henssler (de) (5e saison, 33e épisode), sur VOX : Candidat
- 2018 : Grill den Profi (de) (2e saison, 16e épisode), sur VOX : Candidat
- 2019 et 2020 : Llambis Tanzduell (de) (1re saison, 1 et 3e épisode) sur RTL : Candidat
- 2020 : Germany's Next Topmodel, sur Prosieben : Juge invité